# Road Rage (album)
Road Rage er det første livealbum fra det canadiske folkrockband Great Big Sea. Det blev udgivet i oktober 2000, og er en sammensætning af optagelser fra to forskellige koncerter, der blev afhold d. 14. oktober og 31. december 1999.

## Spor
1. "Donkey Riding" (Traditional) 2:18
2. "When I'm Up (I Can't Get Down)" (Ian Telfer, Alan Prosser, John Jones) 3:53
3. "Everything Shines" (Chris Trapper) 2:40
4. "Goin' Up" (Alan Doyle) 4:55
5. "Boston and St. John's" (Alan Doyle) 4:36
6. "The Night Pat Murphy Died" (Alan Doyle) 3:36
7. "Consequence Free" (Alan Doyle, Séan McCann, Bob Hallett, Darrell Power) 3:07
8. "Captain Wedderburn" (Traditionel) 3:51
9. "The Old Black Rum" (Bob Hallett) 3:31
10. "General Taylor" (Arrangeret af Alan Doyle, Séan McCann, Bob Hallett, Darrell Power) 3:41
11. "Lukey" (Arrangeret af Alan Doyle, Séan McCann, Bob Hallett, Darrell Power) 4:32
12. "Feel It Turn" (Séan McCann) 4:14
13. "I'm A Rover" (Traditionel) 3:18
14. "Fast As I Can" (Alan Doyle) 3:53
15. "Jack Hinks" (Traditionel) 3:20
16. "Mari-Mac" (Arrangeret af Alan Doyle, Séan McCann, Bob Hallett, Darrell Power) 3:19
17. "Ordinary Day" (Alan Doyle, Séan McCann) 3:38
18. "Excursion Around the Bay" (Johnny Burke) 2:35
19. "Hangin Johnny" (Alan Doyle, Séan McCann, Bob Hallett, Darrell Power) 2:55

Den 31. december 1999 satte Great Big Sea en rekord for største forsamling i Newfoundland, da over 90.000 deltog ved havnefronten i St. John's på den sidste aften i dette millennium og den sidste koncert på deres turne.